# Zuora
Zuora（ズオラ）は、サブスクリプション型のビジネスを営む企業向けに最適化したSaaSアプリケーションを開発・販売・提供しているソフトウェア会社である。 同社は、見積り、請求、回収、分析、収益認識など、サブスクリプションの注文から入金までのプロセスを自動化するインテリジェントなサブスクリプション管理ハブとして機能する Zuora Central プラットフォームを提供している。その製品としては、Zuora Billing, Zuora Revenue, Zuora CPQ, Zuora Collect, Workflowなどが含まれます。Zuora は、ソフトウェア、ハードウェア、メディア、輸送、建設、ヘルスケア、教育、小売、モノのインターネットなど、世界中のさまざまな業界でサブスクリプションモデルの事業を展開する企業の収益向上と業務最適化を図る目的でデザインされている。米国カリフォルニア州レッドウッドシティに本社を置き、世界１３カ国（米国、日本、イギリス、フランス、ドイツ、イタリア、スイス、スウェーデン、カナダ、オランダ、オーストラリア、インド、中国）の事業拠点から、グローバル１５０カ国以上へビジネスを展開している。創業者であるTien Tzuoが2007年よりCEOとして就任している。

## Zuoraの製品
Zuoraはサブスクリプション型ビジネスに要求される業務プロセスやデータモデルをあらかじめ想定して設計されたSaaSアプリケーションであり、開発やカスタマイズを必要とせず短期間でビジネスを開始できる特徴を持つ。プライスパッケージを定義し、見積作成、販売、契約管理、請求計算・発行、クレジットカード決済連携、入金・回収管理、売上計上、会計締め処理、分析・レポートまでの業務が自動化される。
従来のERP、CRM、販売管理等のシステムはリカーリング（継続課金）型ビジネスへの対応が困難であったが、ZuoraはCRMやERPと連携・共存させることで、サブスクリプションビジネスへの対応が可能となる。Webからの契約・販売管理機能では、フリートライアルやフリーミアム、クーポン、ギフトなどのプロモーション機能を装備している。CRMとの連携ではSalesforceと密連携し、Salesforceに不足している見積、契約管理、請求機能を拡張・強化できる機能を有している。

## 日本法人
同社は2015年8月にZuora Japan株式会社を設立し、日本国内での事業を開始している。
Zuora Japan株式会社の代表取締役社長に桑野 順一郎が就任している。

## 受賞
- SIIA CODiE Award for Best Subscription Billing Solution 2020
- Top 100 Software Company of 2020 by The Software Report
- SF Business Times Best Places to Work – 2019
- 25 Highest Rated Public Cloud Computing Companies to Work For – 2019
- Tien Tzuo Named One of the Top 50 SaaS CEOs of 2018
- OnDemand Company of the Year（AlwaysOn、2011年、2012年、2013年）
- Global Top 250 Company (AlwaysOn, 2010年、2013年)
- 創造的破壊企業トップ50 (CNBC, 2014年)
- 働きがいのある職場 トップ50 (Glassdoor, 2015年、2018年)
- キャリア開始にふさわしい企業 (Wealthfront)
- 年間最優秀テクノロジーイノベーション賞 (Ventana Research)
- Best Security Team（SC Awards、2016年）[3]